# Аль-Аджуррумия
Аль-Мукаддима Аль-Аджуррумийя фи Мабади Ильм аль-Арабия (араб. المقدمة الآجُرُّومية في مبادئ علم العربية‎) — учебник грамматики классического арабского языка XIII века марокканского грамматика и правоведа Ибн Аджуррума. Написан в стихах для упрощения запоминания.
В арабском мире стал стандартным фундаментальным учебником. Существует множество изданий с текстами с огласовками, так и без них, а также комментарии к смыслу текста.